# Samudragupta
Samudragupta – indyjski władca z dynastii Guptów, syn Ćandragupty I. Rządy sprawował od ok. 330 do 375 roku. W trakcie swego panowania podbił Bengal, Asam i Nepal. Od 350 roku rozpoczął ekspansję w kierunku południowym. Był władcą tolerancyjnym wobec innych religii, sam będąc wyznawcą Wisznu.
Jego następcą został Ćandragupta II, jego syn.